# Tolcinasco
Tolcinasco (Tolcinasch in dialetto milanese) è una frazione del comune di Pieve Emanuele in provincia di Milano, posto a nordovest del centro abitato, verso Rozzano.

## Storia
Fu un antico comune del Milanese il cui territorio, di forma molto allungata, confinava con Ponte Sesto a nord, Fizzonasco ad est, Pieve a sud, e Basiglio e Torriggio ad ovest. Al censimento voluto dall'imperatrice Maria Teresa nel 1751, la comunità fece registrare 250 residenti.
Alla proclamazione del Regno d'Italia nel 1805 risultava avere 290 abitanti. Nel 1809 fu soppresso con regio decreto di Napoleone ed annesso a Pieve, la quale fu poi a sua volta inglobata in Basiglio nel 1811. Il Comune di Tolcinasco fu ripristinato con il ritorno degli austriaci, che tuttavia tornarono sui loro passi nel 1841, stabilendo la definitiva unione comunale con Pieve alla cui parrocchia apparteneva.

## Castello di Tolcinasco
Nel territorio tolcinaschese è compreso il castello omonimo, risalente al XVI secolo e raro esempio di castello agricolo, eretto a protezione del contado e delle scorte alimentari al suo interno accumulate. Il piano terra, alto meno di tre metri, veniva originariamente utilizzato come magazzino di derrate alimentari, ed era accessibile dai carri direttamente dall'esterno. L'accesso "nobile" al primo piano avviene tramite scalinate esterne.
È inserito nel campo da golf a cui dà il nome.
Nel 2018 è stato riaperto dalla nuova gestione del circolo golfistico, e ospita regolarmente meeting e cerimonie di prestigio.

## Sport
A Tolcinasco è presente un importante impianto golfistico, che ospita gare a livello nazionale e internazionale, tra cui per alcuni anni, anche l'Italian Open. Il campo da golf è stato progettato da Arnold Palmer ed è uno dei pochi in Lombardia ad avere 36 buche, delle quali 27 da campionato. Il centro sportivo comprende anche una piscina, campi da tennis, da padel e da calcetto, una SPA ed una foresteria..

## Parco dei laghetti
Tolcinasco dispone di un grande parco adiacente al campo da golf che è inserito nel contesto del Parco Agricolo Sud Milano. L'accesso ai laghi, tuttavia, è attualmente chiuso. Negli 11 laghetti , considerati "ostacoli d'acqua", si possono trovare molte palline da golf "perse" dagli oltre 1000 giocatori soci del rinomanto circolo milanese.